# سیگورد
سیگورد (نورس باستان: Sigurðr) یا زیگفرید، قهرمان افسانه‌ای و شاهزادهٔ اساطیر اسکاندیناوی و قهرمان رویین‌تن حماسهٔ نیبلونگن است، که به هنگام غوطه‌ور شدن در خون اژدها تمام بدن او به جز ناحیهٔ میان دو کتفش رویین‌تن گشت و در آخر نیز با ضربه به همان ناحیه توسط گوتورم، برادر همسرش کشته شد. زیگورد که از نوادگان اودین خدای بزرگ مردم اسکاندیناوی بود، توسط مربی خود رگین وسوسه شد تا به نبرد با فافنیر اژدها برود و گنجینهٔ عظیم او را تصاحب کند، او سوار بر گرانی که اسبی زاده شده از اسلیپنیر بود به سوی اژدها رفت و با حیله، اژدهای سهمگین را کشت و هنگامی که جگر آن را برای رگین کباب می‌کرد، بر اثر سوختگی و برای تسکین سوزش، انگشت به دهان برد و با چشیدن خون اژدها قادر به شنیدن سخنان پرندگان شد و بدین ترتیب از خیانت رگین با خبر شد و سر از تنش جدا نمود. سپس در پی خرد به جستجوی براین‌هلد رفت و پس از یافتنش دلبستهٔ او گشت اما با نوشیدن یک طلسم او را از یاد برد و با گودرون، دوست براین‌هلد ازدواج کرد و در آخر توسط برادر گودرون، گوتورم هنگامی که در خواب بود ضربه‌ای کشنده خورد اما پیش از مرگ از شمشیر خود را به سوی قاتل که در حال فرار بود پرتاب کرد و او را به دو نیمه تقسیم کرد.
او به عنوان زیگفرید یکی از قهرمانان سرود آلمانی نیبلونگ‌ها، و اپراهای ریشارد واگنر، با عنوان‌های زیگفرید و گوتردامرونگ است. جی. آر. آر. تالکین کتابی دربارهٔ زیگفرید به نام افسانه زیگفرید و گودرون نوشته بود که در مه ۲۰۰۹ منتشر شد.

## خانوادهٔ او
زیگورد قهرمان و شاهزادهٔ اساطیر اسکاندیناوی است که پدر او زیگموند فرزند ولسونگ، پادشاه سلسلهٔ بزرگی در سرزمین هون بود، که پیش از تولد زیگورد بر اثر زخمی مرگبار، جان داد.
مادر او نیز شاهدختی به نام هیوردیس و دومین همسر زیگموند بود.

## یک مرگ، یک تولد
زیگموند با شاهزاده هیوردیس ازدواج کرد و در این بین شخصی به نام لانیگوی که خواهان هیوردیس بود، به سرزمین هون حمله کرد و زیگموند با وجود پیری، شجاعانه با او نبرد کرد. در این هنگام بود که مردی تک چشم، با نیزه‌ای در دست ظاهر شد و در برابر زیگموند قرار گرفت، پس زیگموند به او حمله کرد اما شمشیرش در لحظهٔ برخورد با نیزهٔ مرد، تکه‌تکه شد و زیگموند زخمی کشنده برداشت و نتیجهٔ نبرد به نفع مهاجمان شد. هیوردیس که در این هنگام باردار بود، گنجینهٔ سلطنتی را در جنگل پنهان کرد و سپس به جستجو در میان مجروحان پرداخت و زیگموند را در شرایطی یافت که با مرگ فاصلهٔ چندانی نداشت.
زیگموند در لحظات پایان عمرش، جایگاه والای فرزندشان را برای هیوردیس پیشگویی کرد و از او خواست که تکه‌های شمشیرش را برای پسرشان حفظ کند و به دنبال آن جان سپرد.
با مرگ زیگموند، گروهی از وایکینگ‌ها به رهبری شاهزادهٔ دانمارک، هیوردیس را تحت حمایت خود قرار دادند و زیگورد قهرمان افسانه‌های ژرمنی و اسکاندیناوی با احترام و افتخار در دربار پادشاه دانمارک بزرگ شد. مربی زیگورد، کوتوله‌ای آهنگر به نام رگین بود که او را همچون شاهزاده‌ای تعلیم داد اما همیشه سعی داشت که او را از جایگاهش به عنوان فردی که به دربار وابسته است ناراضی نگه دارد.

## اسبی خاص

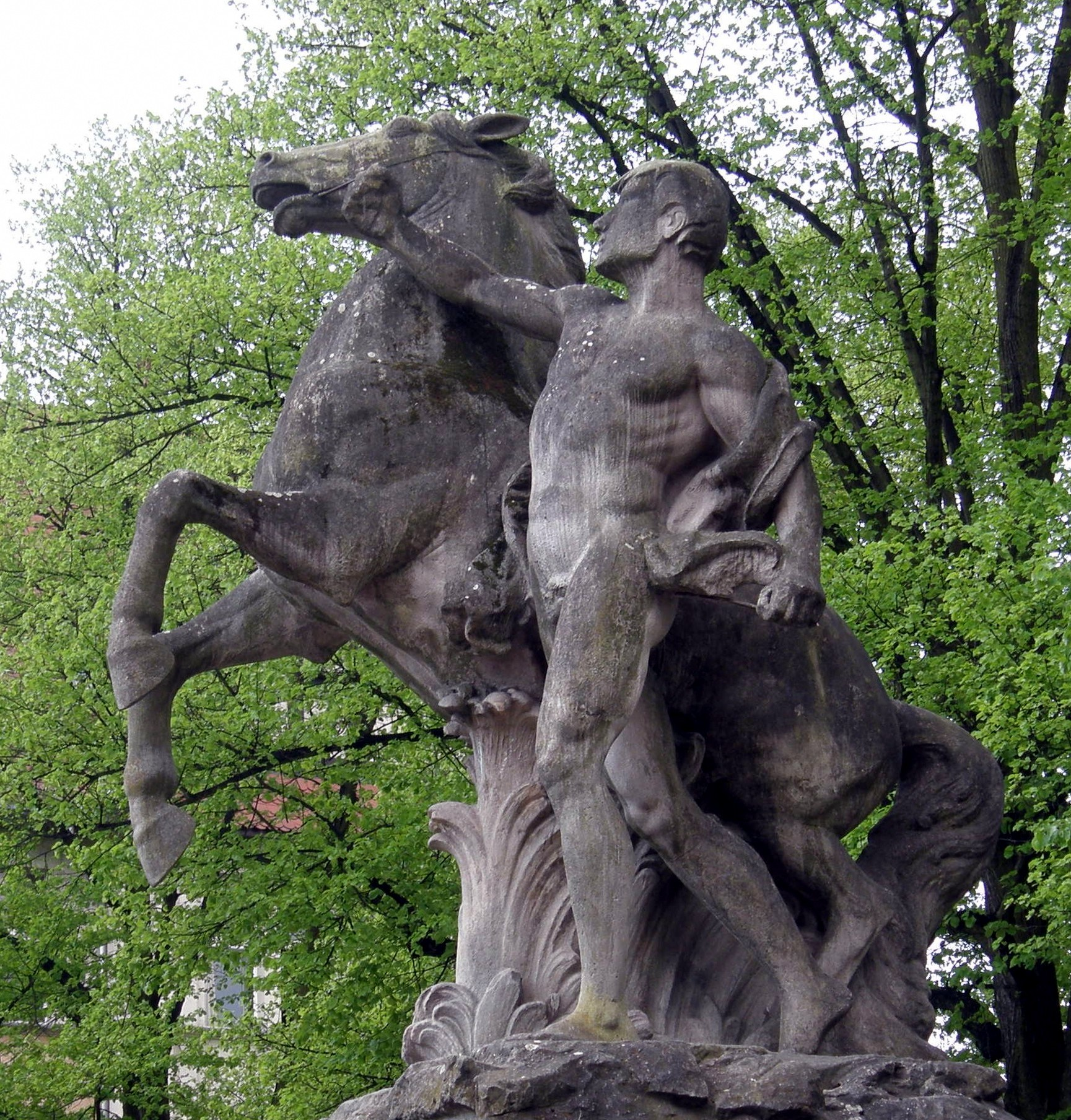

با تحریک رگین، زیگورد بر آن شد که اسبی خاص برای خود داشته باشد. پادشاه درخواست او را پذیرفت و اجازه داد که از میان گله، اسبی برای خود برگزیند. پس زیگورد جستجوی خود را برای یافتن اسبی مناسب آغاز کرد و در این هنگام است که پیرمردی ناشناس وارد صحنه می‌شود و به او راه‌های انتخاب یک اسب بی نقص را نشان می‌دهد. در نهایت زیگورد اسبی را انتخاب کرد که زادهٔ اسلیپنیر بود و آن را گرانی نامید.

## زیگورد اژدها کش

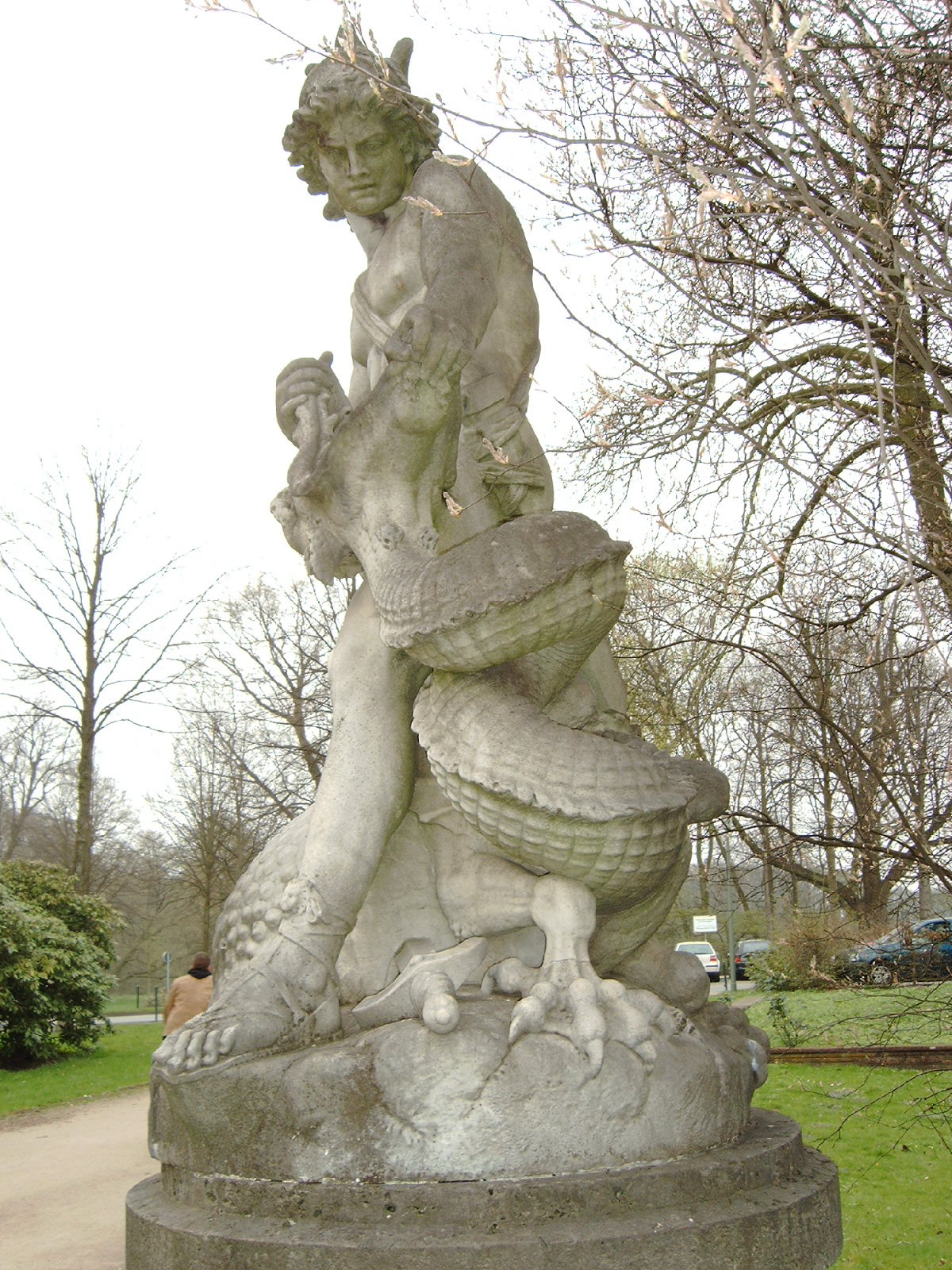
زیگورد اژدها کش.

بار دیگر رگین، زیگورد را تحریک کرد و طمع داشتن پول و ثروت را در جان او انداخت. رگین از اژدهایی به نام فافنر برای او گفت
که از گنجی عظیم محافظت می‌کرد که در لانه‌اش در خلنگ زاری نه چندان دور از آنان زندگی می‌کرد.
زیگور برای آن که بتواند اژدها را بکشد نیاز به شمشیری محکم داشت، پس رگین شروع به ساخت شمشیری برای او کرد. هنگامی که شمشیر آماده شد زیگور آن را در دست گرفت و آن را به سندان کوبید و شمشیر در لحظهٔ برخورد با سندان تکه‌تکه شد. رگین باز هم دست به کار شد و شمشیری بهتر از قبلی ساخت اما آن نیز همچون اولی شکست. در این هنگام بود که زیگورد به سوی مادرش شتافت و خواستار شمشیر قطعه قطعه شدهٔ پدرش شد.
رگین با ذوب کردن و استفاده از آن تیغهٔ قطعه قطعه شده، شمشیری شایسته‌ای ساخت چنان سخت که سندان را چون پنیر می‌برید و چنان تیز که رشته‌ای پشم شناور بر آب رودخانه را دو نیم می‌کرد. حال او آمادهٔ حمله به اژدها و گنج او بود اما پیش از آن باید انتقام پدرش را می‌گرفت، پس به سوی قاتلان پدرش رفت و آنان را از بین برد.
سپس همراه رگین شد و به خلنگ زار اژدها رفت و هنگامی که ردپای بسیار عظیم فافنر اژدها را بر روی زمین دید، وحشت درون او رخنه کرد، پس رگین زبان گشود و به او توصیه کرد که در مسیر حرکت فافنر چاله‌ای حفر کند و در آن مخفی شود تا زمانی که فافنر برای نوشیدن آب می‌رود، شکم نرم او را با شمشیر بدرد.
زیگورد چاله را حفر کرد و دوباره در این هنگام بود که پیرمردی دربرابر او ظاهر شد و به او اندرز داد که، یک رشته چاه حفر کند تا خون اژدها در آن جاری شود و او آسیبی نبیند. زیگورد به توصیهٔ او عمل کرد و هنگامی که فافنر از آن‌جا می‌گذشت، ضربه‌ای کشنده به او زد با کمک حیلهٔ رگین و توصیهٔ پیرمرد موفق به کشتن اژدها شد.
در این میان اژدها شروع می‌کند در لحظات آخر عمر خود به زیگورد اندرز دادن راجع به گنجینه که؛
| « | این طلای خوش طنین، این گنجینهٔ مشتعل سرخ، این حلقه‌ها، مرگت را به ارمغان خواهند آورد. | » |

اما زیگورد بدون توجه به هشدار اژدها، به او پاسخ می‌دهد که؛
| « | هر انسانی که سنش به کما می‌رسد باید مرگ خود را پذیرا باشد. | » |

### زبان پرندگان

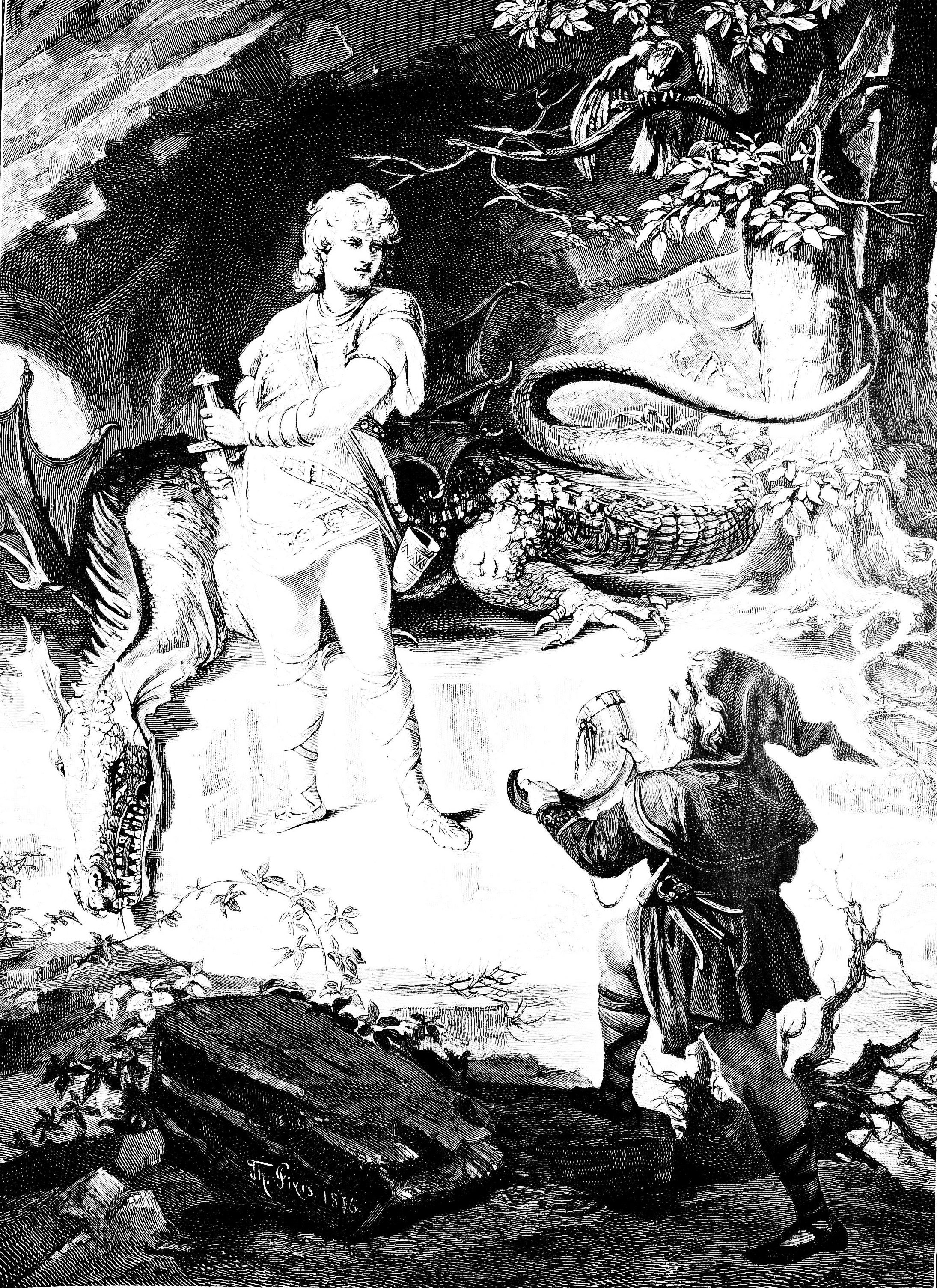
رگین در صحنهٔ قتل فافنر اژدها به دست زیگورد.

هنگامی که اژدها جان داد، رگین به او نزدیک شد و قلب برادرش را شکافت و مقداری از خونش را نوشید و سپس از زیگورد خواست که جگر اژدها را برایش کباب کند. زیگورد جگر فافنر را به سیخی کشید و بر روی آتش قرار داد.
هنگامی که می‌خواست از پختن جگر اطمینان پیدا کند، انگشتش از داغی آن سوخت. زیگورد برای تسکین سوزش و دردش، انگشت به دهان برد و بدین ترتیب مقداری از خون فافنر اژدها که بر انگشتش بود، به دهانش ریخت و او ناگهان دریافت که زبان پرندگان را می‌فهمد.

### کشتن رگین
زیگور با درک این‌که زبان پرندگان را می‌فهمد توجه‌اش به دسته‌ای پرنده که بر شاخه‌های درختی در نزدیکی او نشسته بودند جلب شد، که یکی از آنان گفت:
سپس سایر پرندگان نیز با او همراه شدند و زیگورد را آگاه کردند که رگین قصد خیانت و کشتن او را دارد ودر آخر به او پیشنهاد دادند که سر رگین آهنگر را خرد کند و تمام گنجینه را خود تصاحب کند و سپس به هندفل برود و از والکیری به نام براین‌هلد که به خوابی جادویی رفته است خرد بیاموزد. پس زیگورد به سوی کوتوله رفت و سر از تنش جدا کرد و سپس با دنبال کردن رد پای فافنر به لانه اژدها رسید و در آنجا گنجینه‌ای دید که بیش از آن بود که دو یا سه اسب آن را بتوانند حمل کنند، اما زیگور آن را بر گرانی گذاشت و خود نیز بر روی زین نشست و شروع به تاختن کرد.

## نجات والکیری

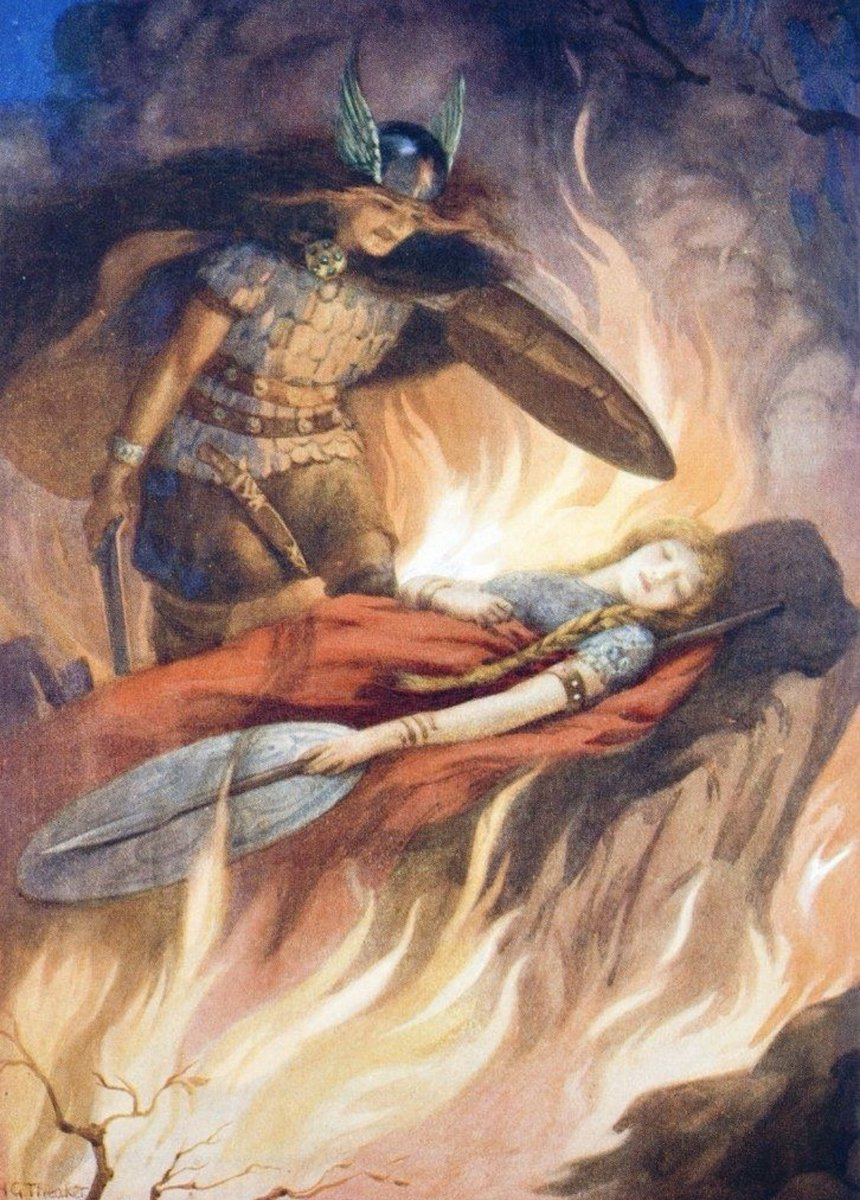
زیگفرید و براین هلد

زیگورد در پی یافتن براین هلد عازم هندفل شد. هنگامی که به هندفل رسید آتشی شعله‌ور در دور دست دید و مسیر خود را به سوی آن ادامه داد و هنگامی که نزدیک شد، قلعه‌ای مشاهده کرد که در بین شعله‌های آتش محصور شده بود. زیگورد سوار بر گرانی که هدیه‌ای از جانب اودین به او بود از دیوار آتشین عبور کرد و در آنجا با شخصی زره پوش در خواب جادویی مواجه شد، پس با شمشیر برنده خود فلز را چون پارچه درید و در زیر زره زنی را دید که برخلاف خواستهٔ اودین، پیروزی شهریاری را به ارمغان آورده بود که اودین مرگ او را می‌خواست و اودین خشمگین از نافرمانی براین هلد، او را به خوابی جادویی محکوم و درون حصاری آتشین زندانی کرده بود. زیگورد براین هلد را که یکی از والکیری‌ها بود، از خواب جادویی بیدار کرد و در حالی که هر دو مجذوب و دلباختهٔ دیگری شده بودند، در برابر یکدیگر سوگند وفاداری یاد کردند.
زیگورد هنگامی که در کاخت هیمر، پدر رضایی براین‌هلد بود باز هم در برابر او سوگند وفاداری خورد و حلقهٔ طلا به او داد.

## ازدواج با گودرون
در جنوب راین کاخی بود که صاحب آن گیوکی و همسر جادوگرش گریم هلد بودند. آنان سه پسر به نام گونار، هوگنی و گوتورم و یک دختر به نام گودرون داشتند.
روزی زیگور به همراه تمام گنجینه‌اش وارد کاخ گیوکی شد و با استقبال آنان رو به رو شد. در این حین گریم هلد دریافت که زیگورد، سرمایه‌ای عظیم برای خانواده‌اشان خواهد بود پس با خوراندن نوشابه‌ای طلسم شده، عشق براین هلد را از خاطر زیگورد پاک کرد و بعد گیوکی ازدواج با دخترش را به زیگورد پیشنهاد کرد.
زیگورد که براین هلد و عشقش به او را از یاد برده بود، آن پیشنهاد را پذیرفت و آنان مراسمی باشکوه برای این ازدواج ترتیب دادند و در ادامه زیگورد با گونار و هوگنی سوگند برادری خونی یاد کردند.
سپس زیگورد مقداری از جگر اژدها را به همسرش داد و بدین ترتیب گودرون ستمگرتر و داناتر از پیش شد.

## فریب براین هلد
در این هنگام گونار آشفته و بی‌قرار دوست خواهرش یعنی براین هلد شده بود و زیگورد که رابطه‌اش با براین‌هلد را فراموش کرده بود پذیرفت که به او کمک کند.
گونار سعی کرد از آتشی که کاخ براین هلد را محاصره کرده بود عبور کند زیرا شرط او برای ازدواج عبور از آن آتش بود، اما اسب گونار رم کرد پس او گرانی را از زیگورد قرض گرفت اما حتی گرانی نیز به خاطر سوارش از عبور خودداری کرد.
پس زیگورد و گونار ظاهر و چهره خود را عوض کردند و زیگورد سوار بر گرانی از شعله‌ها گذشت و سپس به سوی براین هلد رفت و او را در زره و کلاه خود با هیاتی شاهانه دید و از عبور خود از آتش گفت و خود را مستحق تصاحب او اعلام کرد.
براین هلد او را پذیرفت و ورود او را خوش آمد گفت، زیگورد هنگامی که در بستر براین‌هلد قرار گرفت شمشیر کشیده‌اش را میان خود و براین هلد قرار داد و هنگامی که والکیری به خواب رفت حلقهٔ طلایی او را با حلقه‌ای دیگر تعویض کرد و سپس از شعله‌ها گذشت و دو دوست به قیافهٔ اصلی خود بازگشتند و سپس جشنی بزرگ برای ازدواج گونار و براین هلد برگزار کردند و در این هنگام بود که زیگورد گذشته خود و براین هلد را به یاد آورد، اما هیچ حرکتی نکرد زیرا که بسیار دیر شده بود.

### انتقام
چندی بعد میان براین هلد و گودرون بر سر برتری بحثی ایجاد شد، براین هلد شوهر خود را به سبب آن که از شعله‌های آتش گذر کرده بود برترین می‌دانست، پس گودرون واقعیت را افشا کرد و برای اثبات خود حلقهٔ طلایی را به براین هلد نشان داد. براین هلد خشمگین از این فریب بزرگ تصمیم گرفت که از هر سه نفر انتقام این شرمساری و نیرنگ را بگیرد و سخنان آرام زیگورد نیز خشم او را فروننشاند.
براین هلد به سوی همسر فریبکارش رفت و شروع به سخن کرد؛
| « | من باز خواهم گشت به جایی که به آن خو گرفته‌ام، و در کنار خویشاوندان پدری زندگی خواهم کرد؛ و در آنجا زندگی را به نشستن و خوابیدن سپری خواهم کرد مگر آنکه از مرگ زیگورد اطمینان حاصل کنم، مگر آنکه تو به شاهزاده‌ای برتر از همهٔ شاهزادگان تبدیل شوی. | » |

## قتل اژدها کش

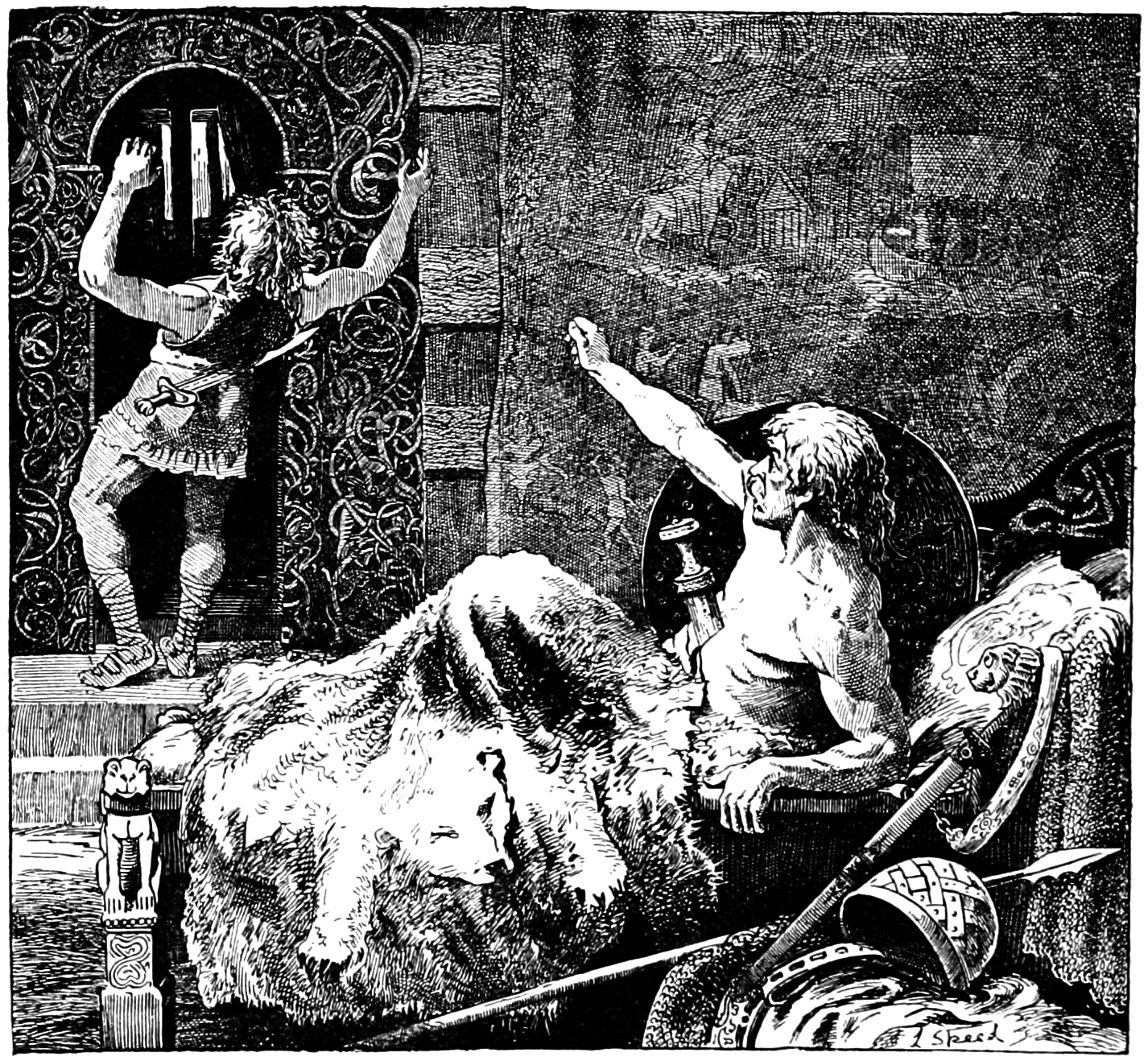
صحنه مرگ و انتقام زیگورد.

گونار با سخنان براین‌هلد در شرایط سختی قرارگرفت، زیرا زیگورد برادر خونی او بود نمی‌توانست زیگورد را بکشد، همچنین داشتن گنجینهٔ او و همچنین براین‌هلد بسیار وسوسه انگیز بود. اما او و هاگنی سوگند یاد کرده بودند پس به سراغ برادر کوچکترش گوتورم رفت که سوگندی یاد نکرده بود. گونار و هوگنی با پیشنهاد ثروت و قدرت گوتورم را به انجام این قتل تشویق کردند، همچنین آنان غذایی افسون شده به او دادند و در آخر با کمک اغواگری گریم هلد گوتورم راضی به کشتن زیگورد شد و هنگامی که زیگورد با خیالی آسوده در حال استراحت کردن بود به اتاق او رفت اما موفق نشد زیرا زیگورد از خواب بیدار شد، بار دوم نیز زیگور از خواب برخاست اما سومین بار که گوتورم به اتاق او رفت، شمشیر خود را در بدن زیگورد فروکرد و زیگورد پیش از مرگ از جای خود برخاست و شمشیرش را به سوی گوتورم در حال فرار پرتاب کرد و او را به دو نیمه تقسیم کرد. گودرون در آغوش خونین زیگورد از خواب برخاست و ناله‌های جگر خراشش موجب قهقههٔ براین هلد گشت. زیگورد قهرمان کشته شد و براین هلد را مسئول مرگ خود می‌دانست و براین هلد نیز خود را کشت و در خواست کرد که پیکرش را در کنار پیکر زیگورد قرار دهند و مانند گذشته شمشیری برهنه میان آنان بگذارند، پس زیگورد و براین هلد را در قایقی شناور در دریا قرار دادن و آن را به آتش کشیدند.